# تشيمونغ (نيويورك)
تشيمونغ (بالإنجليزية: Chemung, New York)‏ هي بلدة أمريكية تقع في الولايات المتحدة في مقاطعة تشيمونغ، نيويورك. يقدر عدد سكانها بـ 2,563 نسمة ومساحتها 129.6 كم2 وترتفع عن سطح البحر 291 متر.

## أعلام
- بريت بودين
- آبار سبيسر
- تود بودين
- جون جي ماكدويل